# Выбор критиков (кинопремия, 2011)
16-я церемония премии «Выбор критиков» состоялась 14 января 2011 года в театре Hollywood Palladium. Номинанты были объявлены 13 декабря 2010.

## Победители и номинанты
| Лучший фильм                         | 1. Социальная сеть 2. 127 часов 3. Боец 4. Город воров 5. Железная хватка 6. Зимняя кость 7. История игрушек: Большой побег 8. Король говорит! 9. Начало 10. Чёрный лебедь |

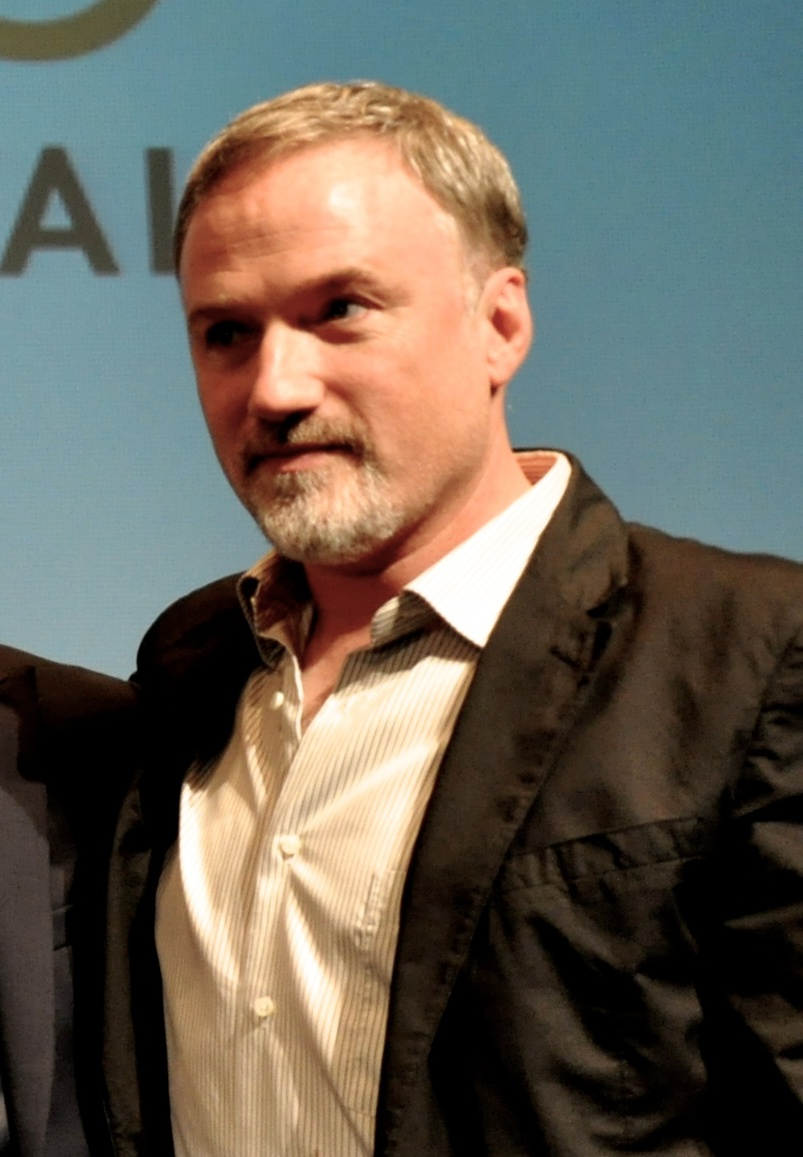
Дэвид Финчер, лучший режиссёр

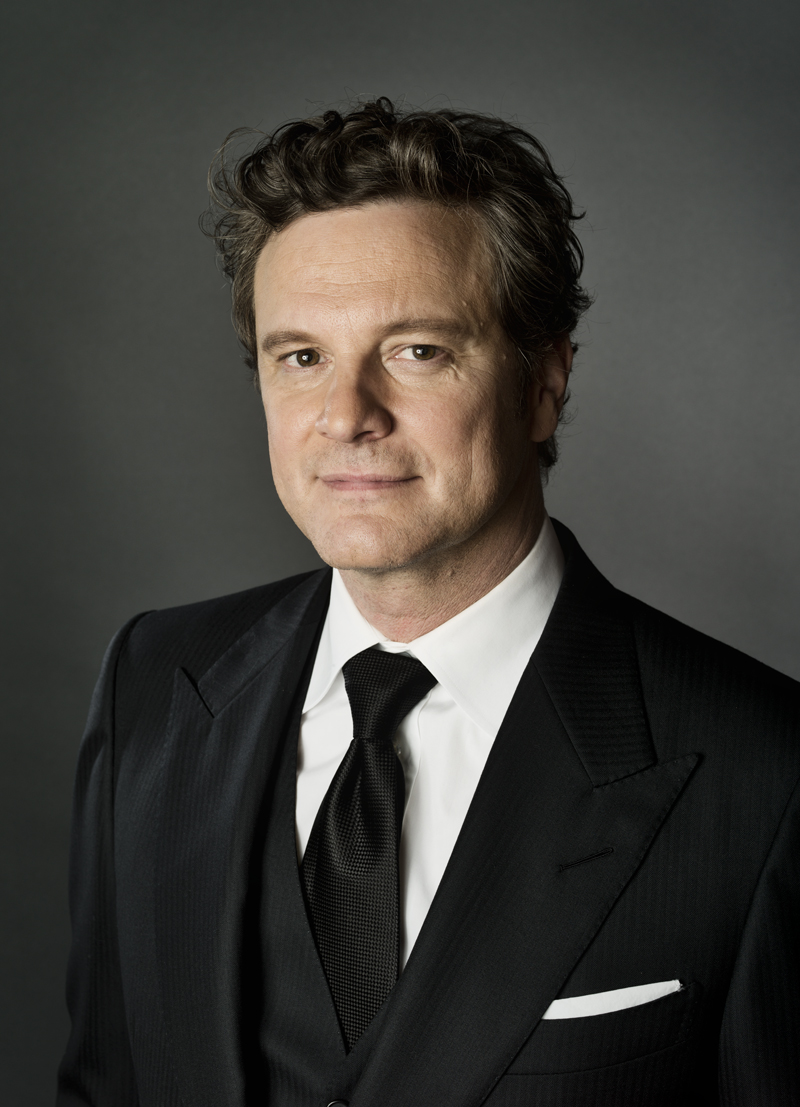
Колин Фёрт, лучшая мужская роль

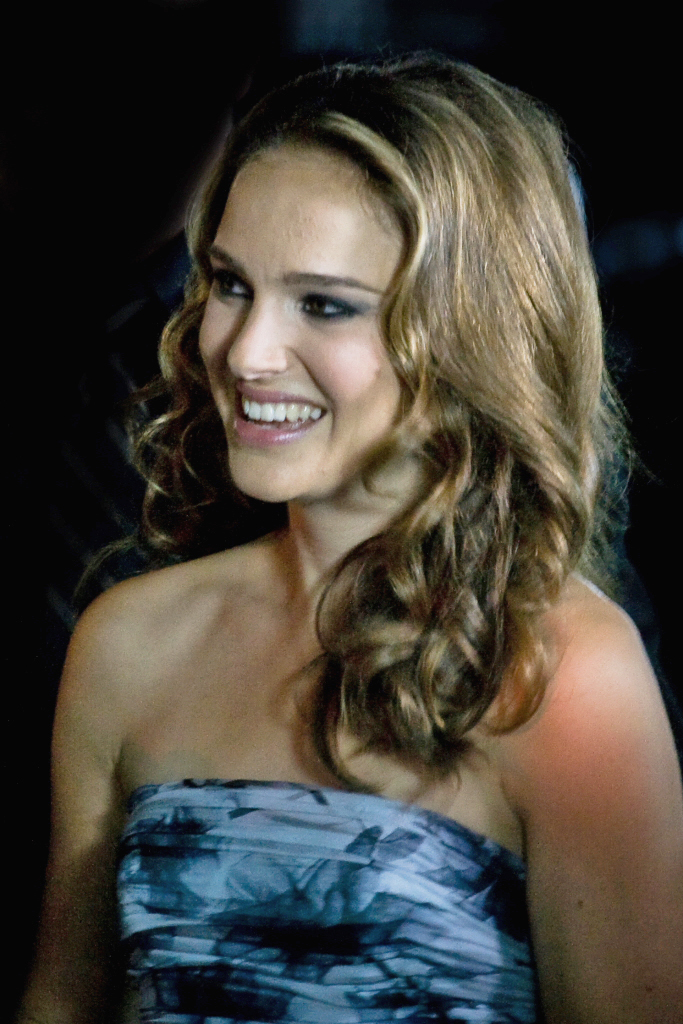
Натали Портман, лучшая женская роль

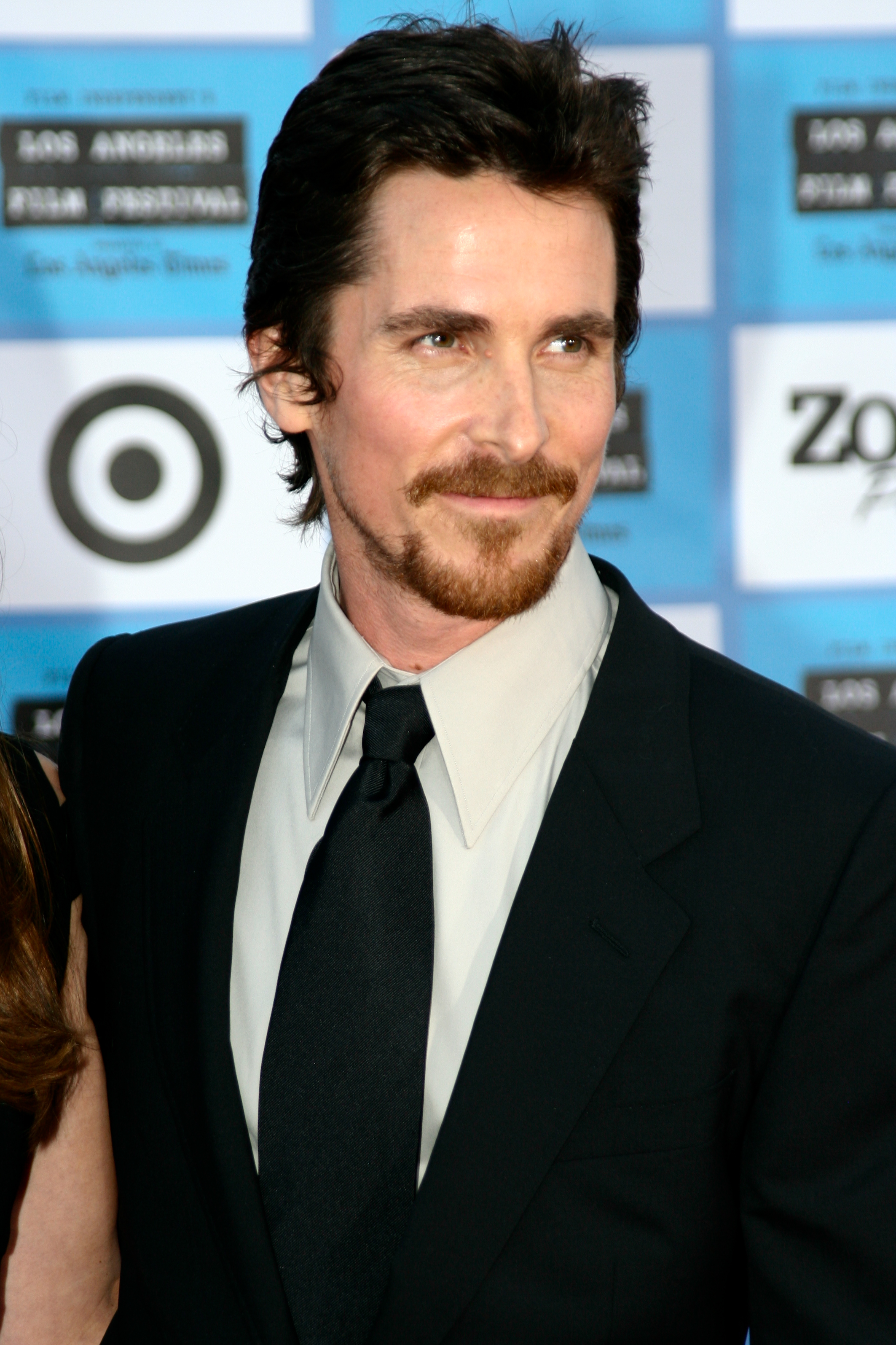
Кристиан Бейл, лучшая мужская роль второго плана

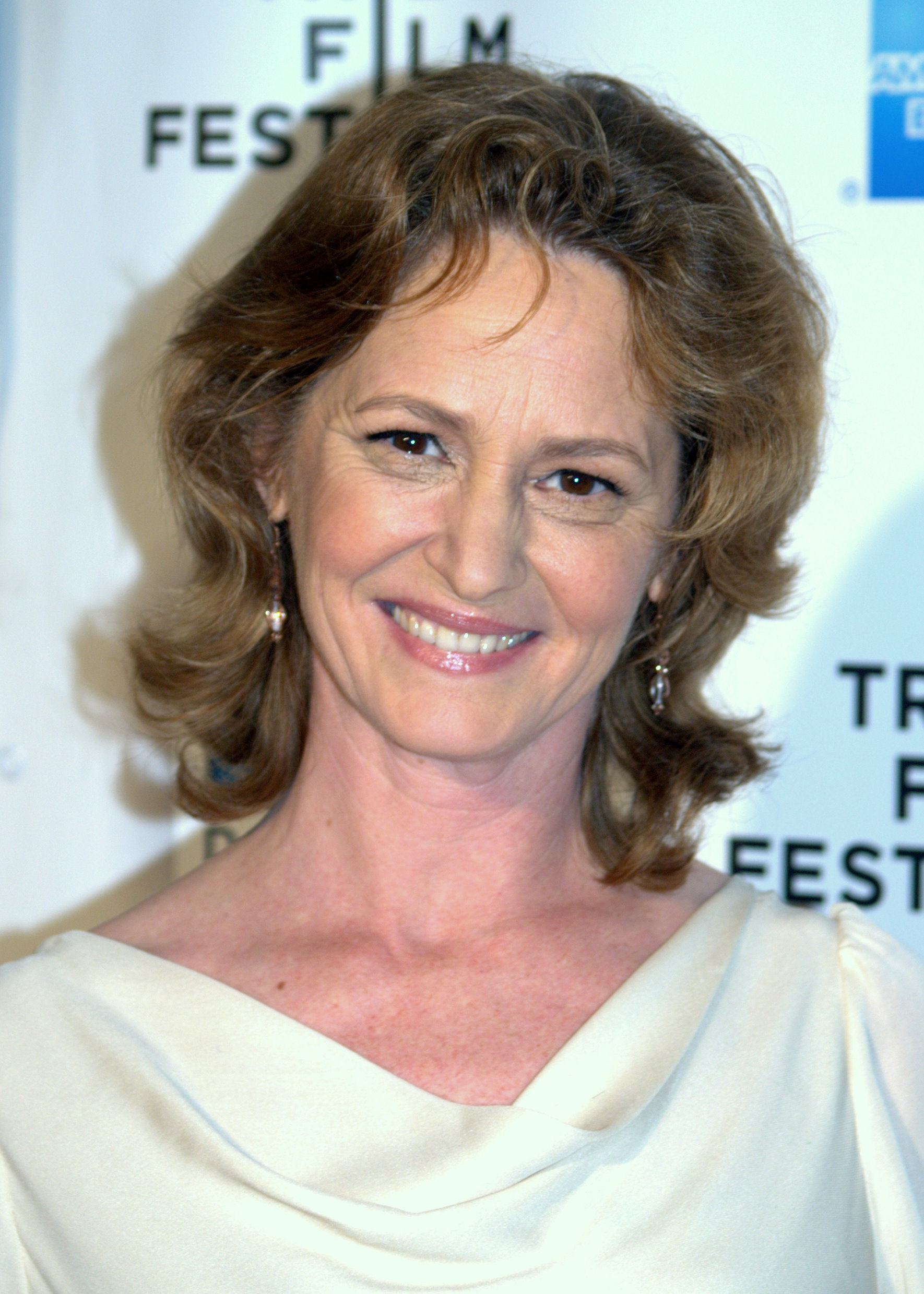
Мелисса Лео, лучшая женская роль второго плана

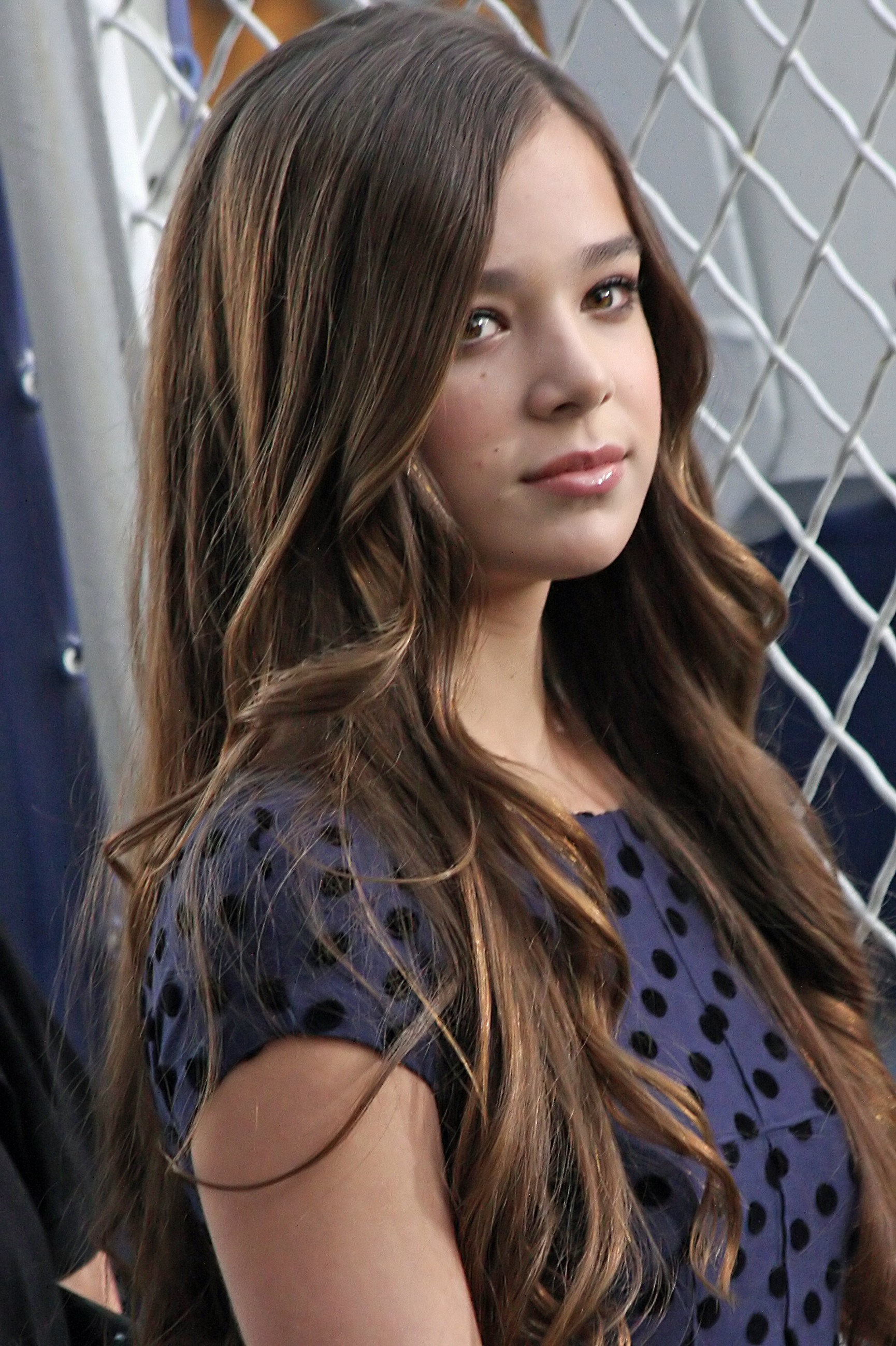
Хейли Стейнфелд, лучшая женская роль второго плана

| Лучший режиссёр                      | 1. Дэвид Финчер — «Социальная сеть» 2. Даррен Аронофски — «Чёрный лебедь» 3. Дэнни Бойл — «127 часов» 4. Джоэл Коэн и Итан Коэн — «Железная хватка» 5. Кристофер Нолан — «Начало» 6. Том Хупер — «Король говорит!» |
| Лучшая мужская роль                  | 1. Колин Фёрт — «Король говорит!» 2. Джесси Айзенберг — «Социальная сеть» 3. Джефф Бриджес — «Железная хватка»2 4. Райан Гослинг — «Валентинка» 5. Роберт Дювалл — «Похороните меня заживо» 6. Джеймс Франко — «127 часов» |
| Лучшая женская роль                  | 1. Натали Портман — «Чёрный лебедь» 2. Аннетт Бенинг — «Детки в порядке» 3. Николь Кидман — «Кроличья нора» 4. Дженнифер Лоуренс — «Зимняя кость» 5. Нуми Рапас — «Девушка с татуировкой дракона» 6. Мишель Уильямс — «Валентинка» |
| Лучшая мужская роль второго плана    | 1. Кристиан Бейл — «Боец» 2. Эндрю Гарфилд — «Социальная сеть» 3. Джеффри Раш — «Король говорит!» 4. Джереми Реннер — «Город воров» 5. Сэм Рокуэлл — «Приговор» 6. Марк Руффало — «Детки в порядке» |
| Лучшая женская роль второго плана    | 1. Мелисса Лео — «Боец» 2. Эми Адамс — «Боец» 3. Хелена Бонэм Картер — «Король говорит!» 4. Мила Кунис — «Чёрный лебедь» 5. Хейли Стейнфелд — «Железная хватка» 6. Джеки Уивер — «Царство животных» |
| Лучший молодой артист                | 1. Хейли Стейнфелд — «Железная хватка» 2. Хлоя Грейс Морец — «Впусти меня. Сага» 3. Хлоя Грейс Морец — «Пипец» 4. Дженнифер Лоуренс — «Зимняя кость» 5. Коди Смит-Макфи — «Впусти меня. Сага» 6. Эль Фаннинг — «Где-то» |
| Лучший актёрский ансамбль            | 1. Боец 2. Город воров 3. Детки в порядке 4. Король говорит! 5. Социальная сеть |
| Лучший оригинальный сценарий         | 1. Дэвид Сайдлер — «Король говорит!» 2. Майк Ли — «Ещё один год» 3. Скотт Сильвер, Пол Тэймеси, Эрик Джонсон и Кит Доррингтон — «Боец» 4. Кристофер Нолан — «Начало» 5. Лиза Холоденко и Стюарт Блумберг — «Детки в порядке» 6. Андрес Хайнц, Марк Хейман, Джон Дж. МакЛафлин — «Чёрный лебедь» |
| Лучший адаптированный сценарий       | 1. Аарон Соркин — «Социальная сеть» 2. Майкл Арндт, Джон Лассетер, Эндрю Стэнтон и Ли Анкрич — «История игрушек: Большой побег» 3. Дэнни Бойл и Саймон Бофой — «127 часов» 4. Дебра Граник и Энн Роселлини — «Зимняя кость» 5. Джоэл Коэн и Итан Коэн — «Железная хватка» 6. Питер Крэйг, Бен Аффлек, Аарон Стокард — «Город воров»                                                                    |
| Лучший анимационный фильм            | 1. История игрушек: Большой побег 2. Гадкий я 3. Иллюзионист 4. Как приручить дракона 5. Рапунцель: Запутанная история 6. Шрэк навсегда |
| Лучший экшн-фильм                    | 1. Начало 2. Город воров 3. Железный человек 2 4. Неуправляемый 5. Пипец 6. РЭД |
| Лучшая комедия                       | 1. Отличница лёгкого поведения 2. Безумное свидание 3. Копы в глубоком запасе 4. Побег из Вегаса 5. Сайрус 6. Я люблю тебя, Филлип Моррис |
| Лучший фильм на иностранном языке    | 1. Девушка с татуировкой дракона (Män som hatar kvinnor) - Швеция 2. Бьютифул (Biutiful) - Мексика/Испания 3. Я — это любовь (Io sono l'amore) - Италия |
| Лучший документальный фильм          | 1. В ожидании Супермена 2. Выход через сувенирную лавку 3. Джоан Риверз: Творение 4. Инсайдеры 5. История Тиллмана 6. Рестрепо |
| Лучший звук                          | 1. Начало 2. 127 часов 3. История игрушке: Большой побег 4. Социальная сеть 5. Чёрный лебедь |
| Лучшая работа художника-постановщика | 1. Гай Хендрикс Диас (постановщик), Ларри Диас, Дуглас Моуат (декораторы) — «Начало» 2. Роберт Стромберг (постановщик), Карен О’Хара (декоратор) — «Алиса в Стране чудес» 3. Ева Стюарт (постановщик), Джуди Фарр (декоратор) — «Король говорит!» 4. Джесс Гончор (постановщик), Нэнси Хэй (декоратор) — «Железная хватка» 5. Тереза ДеПрез (постановщик), Тора Петерсон (декоратор) — «Чёрный лебедь» |
| Лучшая операторская работа           | 1. Уолли Пфистер — «Начало» 2. Роджер Дикинс — «Железная хватка» 3. Дэнни Коэн — «Король говорит!» 4. Мэтью Либатик — «Чёрный лебедь» 5. Энрике Чедьяк, Энтони Дод Мэнтл — «127 часов» |
| Лучший дизайн костюмов               | 1. Коллин Этвуд — «Алиса в Стране чудес» 2. Дженни Беван — «Король говорит!» 3. Эми Весткотт — «Чёрный лебедь» 4. Мэри Зофрис — «Железная хватка» |
| Лучший монтаж                        | 1. Ли Смит — «Начало» 2. Эндрю Вайсблум — «Чёрный лебедь» 3. Джон Харрис — «127 часов» 4. Кирк Бакстер, Энгус Уолл — «Социальная сеть» |
| Лучший грим и причёски               | 1. Алиса в Стране чудес 2. Гарри Поттер и Дары Смерти: Часть I 3. Железная хватка 4. Чёрный лебедь |
| Лучшие визуальные эффекты            | 1. Начало 2. Алиса в Стране чудес 3. Гарри Поттер и Дары Смерти: Часть I 4. Трон: Наследие |
| Лучшая музыка к фильму               | 1. Трент Резнор и Аттикус Росс — «Социальная сеть» 2. Александр Деспла — «Король говорит!» 3. Клинт Мэнселл — «Чёрный лебедь» 4. Ханс Циммер — «Начало» 5. Картер Бёруэлл — «Железная хватка» |
| Лучшая песня к фильму                | 1. If I Rise — «127 часов» 2. Darling I Do — «Шрэк навсегда» 3. I See the Light — «Рапунцель: Запутанная история» 4. Shine — «В ожидании Супермена» 5. We Belong Together — «История игрушке: Большой побег» 6. You Haven't Seen the Last of Me — «Бурлеск» |
| Лучший ТВ-фильм                      | 1. Тихий океан 2. Тэмпл Грандин 3. Ты не знаешь Джека |

### Специальная награда Music+TV
Квентин Тарантино

### Специальная награда
Мэтт Дэймон

## Список лауреатов и номинаций
| Количество | Фильм                               |
| ---------- | ----------------------------------- |
| 12         | Чёрный лебедь                       |
| 11         | Железная хватка                     |
| 11         | Король говорит!                     |
| 10         | Начало                              |
| 9          | Социальная сеть                     |
| 8          | 127 часов                           |
| 6          | Боец                                |
| 5          | Город воров                         |
| 5          | История игрушек: Большой побег      |
| 4          | Алиса в Стране чудес                |
| 4          | Детки в порядке                     |
| 4          | Зимняя кость                        |
| 2          | В ожидании Супермена                |
| 2          | Валентинка                          |
| 2          | Впусти меня. Сага                   |
| 2          | Девушка с татуировкой дракона       |
| 2          | Гарри Поттер и Дары Смерти: Часть I |
| 2          | Пипец                               |
| 2          | Рапунцель: Запутанная история       |
| 2          | Шрэк навсегда                       |

| Количество | Фильм                |
| ---------- | -------------------- |
| 6          | Начало               |
| 4          | Социальная сеть      |
| 3          | Боец                 |
| 2          | Алиса в Стране чудес |
| 2          | Король говорит!      |